# Ghostlights
Ghostlights je sedmé studiové album metalové opery Avantasia. Vydáno bylo 29. ledna 2016 prostřednictvím společnosti Nuclear Blast. Příběhově jde o pokračování předchozího alba The Mystery of Time (2013), tvůrce projektu a skladatel Tobias Sammet tedy formou metafor naráží na neustálé zrychlování společnosti. Skládání písní začalo prakticky hned po dokončení desky Space Police: Defenders of the Crown (2014) Sammetovy druhé skupiny Edguy, nahrávání poté postupně probíhalo od října 2014 do listopadu dalšího roku v německém studiu Gate Studio. Desku produkoval Sascha Paeth. Přestože se na albu stále objevují různé experimentální prvky jiných stylů, je Ghostlights oproti předchozím nahrávkám více metalové. Jako hostující zpěváci se na albu podíleli Michael Kiske, Bob Catley, Jørn Lande, Ronnie Atkins, Sharon den Adel, Geoff Tate, Marco Hietala, Dee Snider, Robert Mason a Herbie Langhans.
Album se setkalo převážně s kladnými recenzemi ze strany kritiků, chválen byl především Sammetům tvůrčí styl a jeho výběr hostujících zpěváků. Deska bodovala i v hitparádách, celkem v devíti z nich se umístila mezi nejlepšími deseti alby. Nejlépe se dostala na druhé místo, které obsadila v Česku, Německu a americké hitparádě Heatseekers. Jedenáctá se umístila v Japonsku. S úvodní skladbou „Mystery of a Blood Red Rose“ Avantasia vystoupila v německém kole Eurovision Song Contest 2016, kde skončila na třetím místě. V rámci podpory alba pak v roce 2016 uspořádala halové turné po Evropě, Americe a Japonsku, přičemž během každého koncertu hrála téměř tři hodiny. Na turné navázala vystoupení po festivalech, která pokračovala i v roce 2017.

## Před vydáním

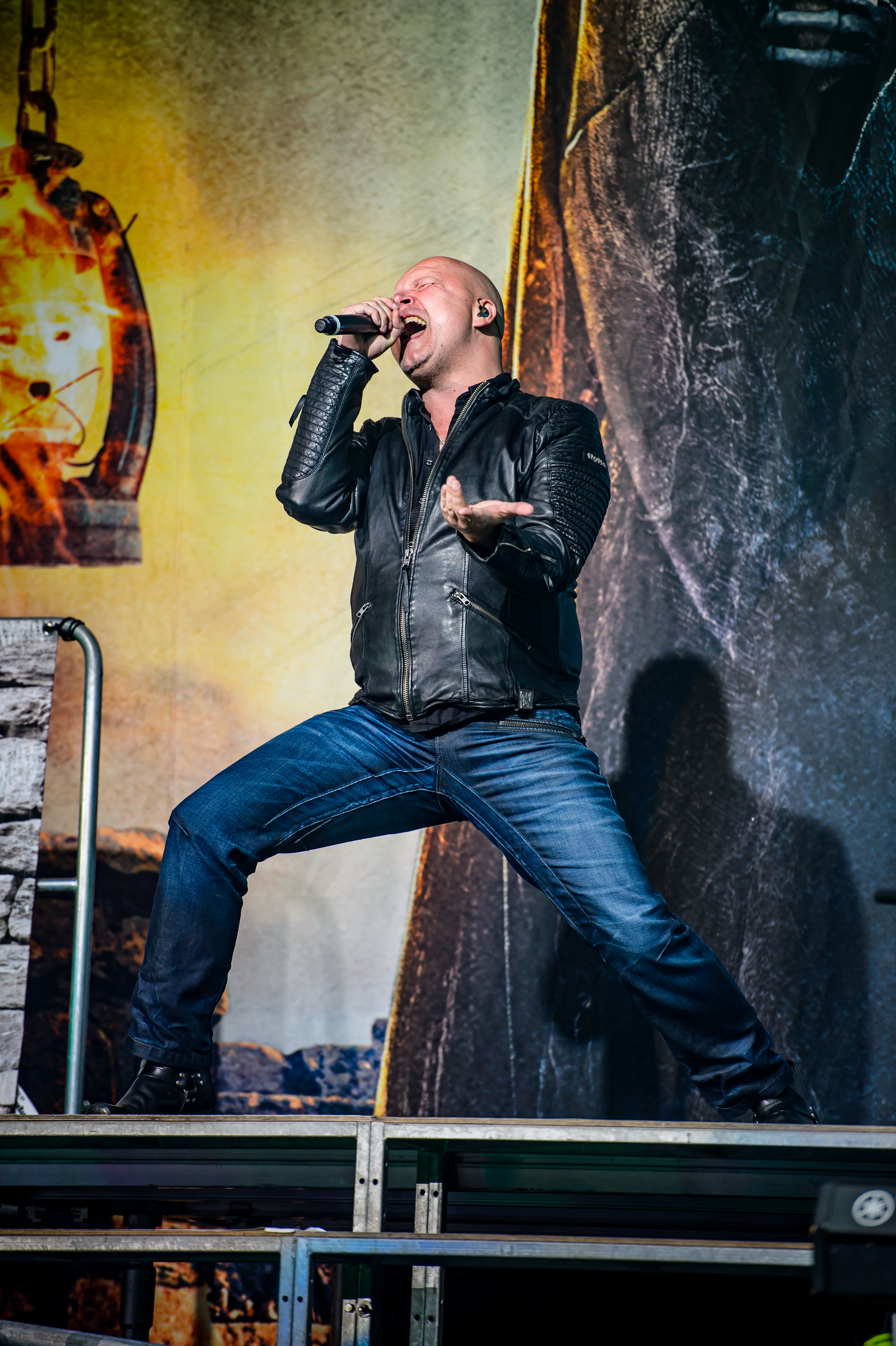
Michael Kiske v roce 2016

O vydání v pořadí sedmého studiového alba Avantasie měl její skladatel Tobias Sammet jasno již během prací na předchozí desce The Mystery of Time (2013). Příběh obsažený v textech totiž nebyl uzavřen. Na připravovaném albu Ghostlights začal tento německý hudebník s producentem Saschou Paethem pracovat po dokončení nahrávání desky Space Police: Defenders of the Crown (2014) jeho druhé kapely Edguy a první nahrávání začalo na přelomu října a listopadu 2014. Hudebně se Sammet oproti předchozímu albu The Mystery of Time (2013) rozhodl zvýraznit zvuk kytar, čímž desku usadil více do metalového stylu. Zároveň též zbylo místo na různé experimenty a stylové odbočky, objevují se tedy motivy world music či folkové hudby. Dle Paetha se ale toto pohybuje v „mantinelech, které si Avantasia za tu dobu postavila“.
Specifickým se pro Ghostlights stal zvuk piana, které je obsaženo ve většině skladeb a dle Sammeta vyplňuje „zvukovou díru mezi kytarou a multi-zvukovými klávesami“. Oproti předchozím dílům se změny dočkala též práce s refrény. Na těch se totiž nepodílely klasicky sbory, nýbrž pouze Herbie Langhans a Claudy Young. Tito dva hudebníci každý refrén nazpívali v několika hlasových polohách, což při spojení dohromady zní jako velký sbor. Dle Paetha ale v některých skladbách zní v refrénu třeba jen dva hlasy – aby se předešlo „předimenzování refrénů“.
Textově album uzavírá koncept započatý na The Mystery of Time. Jde tedy o příběh mladého vědce, který potkává další vědce, jejichž cíl je zmanipulovat vnímání času a zrychlit ho. Ve výsledku přijdou na to, že mohou zrychlit celou společnost natolik, že lidé vyhoří a pak nemají další energii na přemýšlení. Dle Sammeta se toto děje „nám všem“ a lidé dle něj žijí „rychleji a rychleji“. Skladatel se ale chtěl vyhnout politice či obecné kritice okolí, všechny texty tedy napsal v metaforách a zaobalil do fantasy příběhu.
Jako hosté se nahrávání zpěvů nové Avantasie zúčastnili kromě stálic Michaela Kiskeho, Boba Catleyho a Jørna Landeho též Ronnie Atkins a Sharon den Adel. Svojí premiéru si v tomto projektu odbyli Geoff Tate, Marco Hietala, Dee Snider, Robert Mason či Langhans. Ten měl původně kromě sborů nazpívat jen demo pro jednu písničku, dle Sammeta ale tento zpěvák odvedl „skvělou práci“, takže byl použit jeho vokál. Některé hosty se ale Sammetovi nepodařilo do projektu zapojit; Meat Loaf se na Ghostlights neobjevil kvůli nedostatku volného času, Bruce Dickinsonovi zase byla v té době diagnostikována rakovina jazyka. Základ kapely tvořili Paeth, klávesista Michael Rodenberg, bubeník Felix Bohnke a kytarista Oliver Hartmann. Některé kytarové party nahrál též Bruce Kulick, doprovodnými vokály přispěla Cloudy Yang.

## Vydání

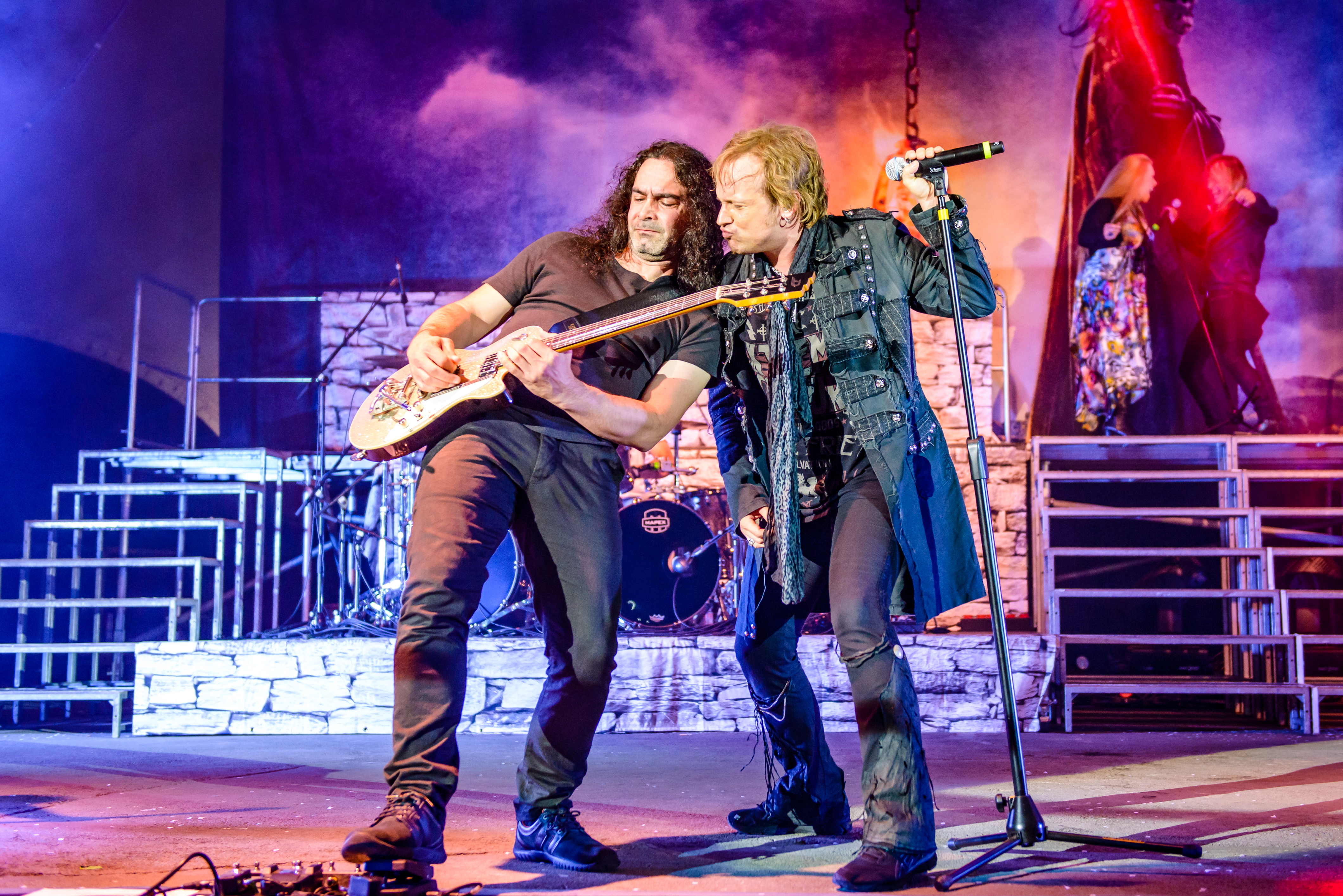
Zleva: Sascha Paeth a Tobias Sammet během koncertu v roce 2016

Album Ghostlights bylo vydáno 29. ledna 2016 prostřednictvím společnosti Nuclear Blast. Kromě základní verze obsahující Ghostlights, jež vyšla na CD i LP, byla uveřejněna též digibook edice a earbook edice. První z nich obsahovala jednak CD s albem a bonusovou skladbou „Wake Up to the Moon“, jednak zvukové záznamy některých písní z vystoupení Avantasie na Wacken Open Air 2014. V earbook edici se kromě dalšího bonusového CD ve formátu karaoke verzí skladeb objevila též 68 stránková fotokniha. Autorem přebalu alba, na němž je zobrazena smrtka oblečená v kabátu a klobouku a držící lucernu, a designu bookletu je Thomas Ewerhard.

## Skladby
Více než hodinu dlouhé album uvádí skladba „Mystery of a Blood Red Rose“, která byla původně psaná pro Meat Loafa, jenž se ale natáčení nakonec nemohl zúčastnit. Píseň si tedy vzal sám Sammet. Šlo zároveň o první píseň, kterou Sammet pro album složil, načež na ní, co se týče harmonií, postavil několik dalších skladeb na Ghostlights. Druhou a rovnou nejdelší písní na albu je dvanáctiminutová „Let the Storm Descend Upon You“. Zde se kromě Sammeta pěvecky představili Jørn Lande, Ronnie Atkins a Robert Mason. Píseň doprovázená výraznými klávesami a kytarami během svého trvání často mění tempo. Následuje dramatická a temná „The Haunting“, jež pro něj netradičním způsobem nazpíval Dee Snider. Ten byl Sammetem pasován do role „neurotického vypravěče“. V pořadí čtvrtá progresivnější „Seduction of Decay“ je nazpívaná Geoffem Tatem, který zde používá své tradiční vibrato. První čistě power/speedmetalovou písní je titulní skladba „Ghostlights“, v níž se ve vysokých hlasových polohách představil Michael Kiske. První polovinu alba uzavírá gotickými prvky propletená píseň „Draconian Love“. Tu nazpíval Herbie Langhans, který měl původně za úkol nahrát své vokály pouze kvůli demonahrávce. Dvojici Sammet a Paeth se ale tak líbil Langhansův basbaryton, že jeho vokál na albu nechali.

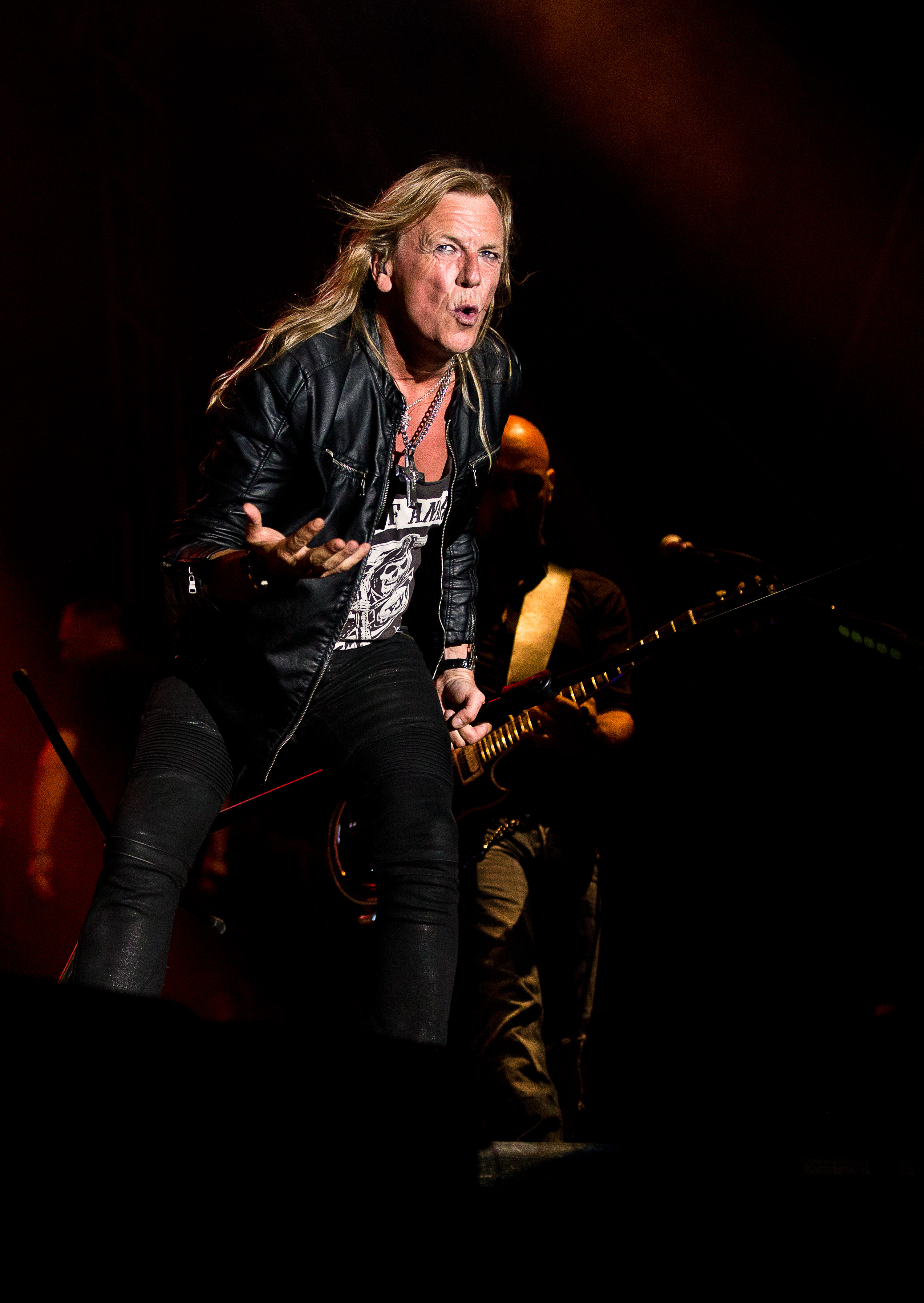
Ronnie Atkins během vystoupení v roce 2016

Druhá polovina alba začíná písní „Master of the Pendulum“ s prvky thrash metalu, ve které se pěvecky představil Marco Hietala. Sharon den Adel se objevuje v další skladbě „Isle of Evermore“. Ta kombinuje prvky world music, folkové a filmové hudby. Tempo se opět zrychlí v melodické speedmetalové skladbě „Babylon Vampyres“, kterou nazpíval opět Mason. Desátou písní je pianem uváděná balada „Lucifer“ s hostem Jørnem Landem. Přibližně v polovině píseň přejde do kytarového sóla a hudebně přitvrdí. Michael Kiske se opět se svými vysokými polohami představil v refrénu svižné skladby „Unchain the Light“. Ta ale začíná spíše pomaleji a je uváděná teatrálními klávesami. Do „Unchain the Light“ pěvecky přispěl též Atkins. Album uzavírá pomalejší „A Restless Heart and Obsidian Skies“ zpívaná Bobem Catleym.

## Kritika
Robert Čapek v recenzi pro magazín Spark uvedl, že „Tobias [Sammet] dal dohromady prvotřídní materiál a jako obvykle sezval ty nejlepší pěvecké hvězdy, jaké si lze přát.“ Jedinou překážkou v „záchvěvu dokonalosti“ podle něj je absence většího počtu ženského vokálu a fakt, že hosté většinou zpívají v duetu se Sammetem a nikoliv mezi sebou. Přesto desce udělil maximální počet bodů, tedy šest. Jeho kolega Havlena napsal, že jde o album, na které fanoušci „čekali čtrnáct let“. Též udělil maximální počet bodů a vyzdvihl, že se Sammetovi konečně „povedl i [rádiový] hit, aniž by to znělo jako podbízivá popová cukr-vata.“ V celkovém hodnocení redaktorů Sparku deska získala 4,34 bodů a umístila se v žebříčku na třetím místě za měsíc leden. V recenzi zveřejněné na hudebním serveru musicserver.cz napsal Ondřej Hricko, že „Tobias Sammet spolu se Sashou Paethem složili a nahráli jedno z nejlepších alb pod hlavičkou Avantasie.“ Ghostlighs podle něj dává zapomenout na „rozporuplně přijatý počin The Mystery of Time“.

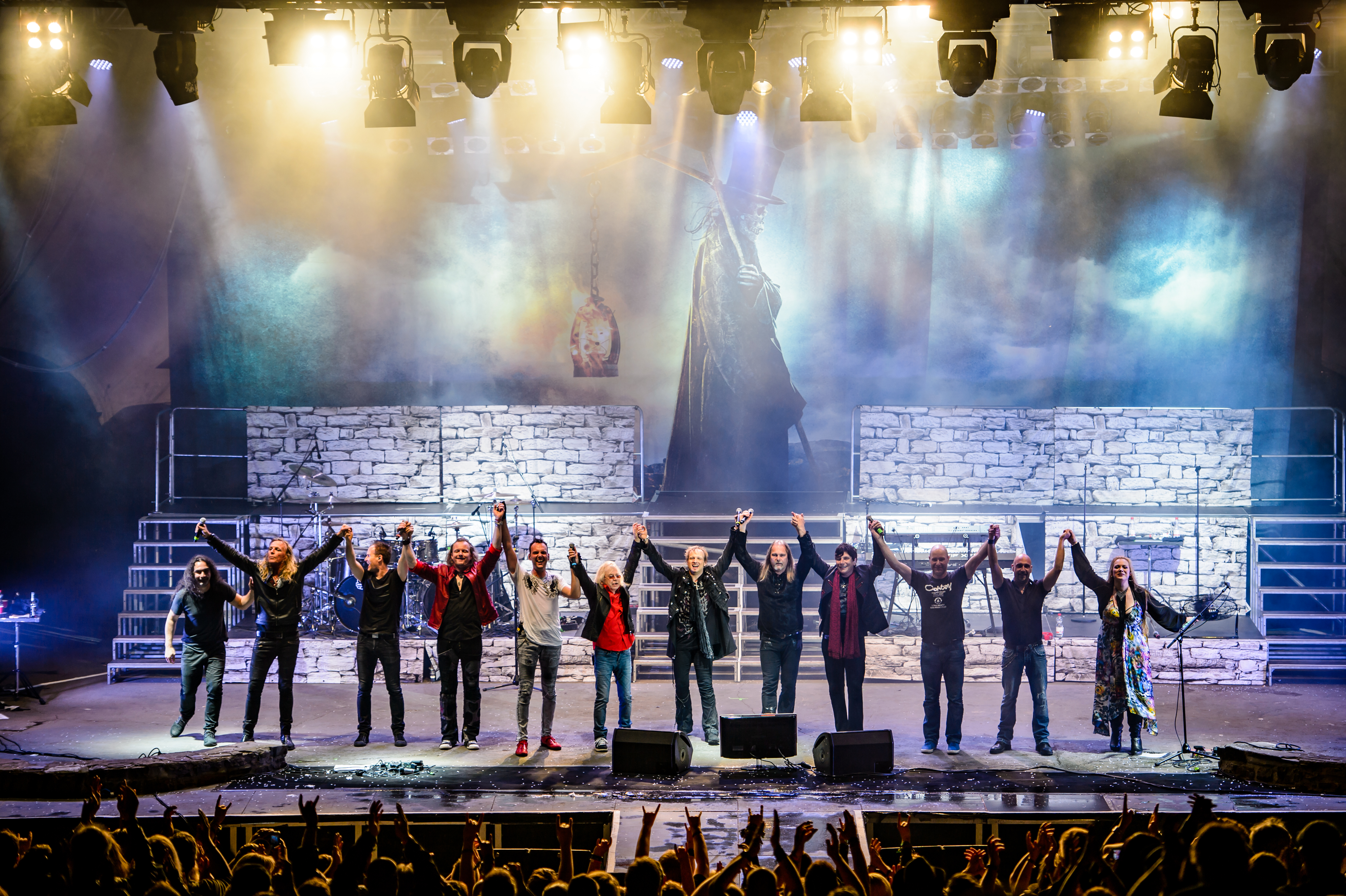
Koncertní sestava Avantasia v roce 2016; zleva: Paeth, Atkins, Neygenfind, Langhans, Bohnke, Catley, Sammet, Lande, Martin, Rodenberg, Hartmann, Somerville

Deska znamenala pro Avantasii historický úspěch v hitparádách, v první desítce se umístila celkem v devíti žebříčcích a kromě Evropy bodovala také v Severní Americe, konkrétně v hitparádách USA a Kanady zaměřujících se na tvrdší hudbu. Z evropských zemí se mimo státy jako jsou Německo (Media Control Charts), Švédsko (Sverigetopplistan), Švýcarsko (Schweizer Hitparade) a Rakousko (Ö3 Austria Top 40) Ghostlights umístilo v první desítce také v Česku, konkrétně na druhé příčce dle hodnocení IFPI. Deska zaznamenala úspěch také v Japonsku, kde se dostala na jedenácté místo.
S úvodní písní „Mystery of a Blood Red Rose“ se Avantasia pokusila dostat do soutěže Eurovision Song Contest 2016, skončila v německém kole na třetím místě a do mezinárodního kola tak nepostoupila.

## Turné k albu
Během období od března do srpna 2016 proběhlo po Evropě, Americe a Japonsku koncertní turné k podpoře Ghostlights, během něhož Avantasia odehrála jak samostatné tříhodinové koncerty, tak také kratší vystoupení na festivalech. V rámci samostatných koncertů vystoupila mimo jiné v Česku, kde ve vyprodaném pražském Foru Karlín své vystoupení zaznamenala pro budoucí DVD. Turné se kromě klasické koncertní sestavy Avantasie zúčastnili zpěváci Atkins, Catley, Kiske, Lande, Langhans, Eric Martin a zpěvačka Amanda Somerville. Přestože během roku 2017 slavil Sammet se svými spoluhráči z Edguy 25 let od založení této skupiny a vystupoval po Evropě na jejím výročním turné, odehrál s Avantasií během léta tři vystoupení, z toho jedno na festivalu Wacken Open Air. Tohoto krátkého turné se nemohl zúčastnit Michael Kiske, naopak na něm vystupoval Geoff Tate.

## Seznam skladeb
Všechny skladby napsal(i) Tobias Sammet. 
| Pořadí         | Název                               | Hostující zpěvák                        | Délka |
| -------------- | ----------------------------------- | --------------------------------------- | ----- |
| 1.             | Mystery of a Blood Red Rose         |                                         | 3:51  |
| 2.             | Let the Storm Descend Upon You      | Jørn Lande, Ronnie Atkins, Robert Mason | 12:09 |
| 3.             | The Haunting                        | Dee Snider                              | 4:42  |
| 4.             | Seduction of Decay                  | Geoff Tate                              | 7:18  |
| 5.             | Ghostlights                         | Michael Kiske, Lande                    | 5:43  |
| 6.             | Draconian Love                      | Herbie Langhans                         | 4:58  |
| 7.             | Master of the Pendulum              | Marco Hietala                           | 5:01  |
| 8.             | Isle of Evermore                    | Sharon den Adel                         | 4:28  |
| 9.             | Babylon Vampyres                    | Mason                                   | 7:09  |
| 10.            | Lucifer                             | Lande                                   | 3:48  |
| 11.            | Unchain the Light                   | Atkins, Kiske                           | 5:03  |
| 12.            | A Restless Heart and Obsidian Skies | Bob Catley                              | 5:53  |
| Celková délka: | Celková délka:                      | Celková délka:                          | 70:03 |

| Pořadí         | Název                       | Hostující zpěvák                    | Délka |
| -------------- | --------------------------- | ----------------------------------- | ----- |
| 13.            | Wake up to the Moon (bonus) | Atkins, Kiske, Lande, Catley, Mason | 4:43  |
| Celková délka: | Celková délka:              | Celková délka:                      | 74:48 |

| Wacken Open Air – bonusové CD | Wacken Open Air – bonusové CD                            | Wacken Open Air – bonusové CD | Wacken Open Air – bonusové CD |
| Pořadí                        | Název                                                    | Hostující zpěvák              | Délka                         |
| ----------------------------- | -------------------------------------------------------- | ----------------------------- | ----------------------------- |
| 1.                            | Spectres                                                 |                               | 6:04                          |
| 2.                            | Invoke the Machine                                       | Atkins                        | 5:35                          |
| 3.                            | The Story Ain't Over                                     | Catley                        | 4:45                          |
| 4.                            | Prelude                                                  |                               | 1:24                          |
| 5.                            | Reach Out for the Light                                  | Kiske                         | 8:04                          |
| 6.                            | Avantasia                                                | Kiske                         | 5:16                          |
| 7.                            | What's Left of Me                                        | Eric Martin                   | 5:55                          |
| 8.                            | Dying for an Angel                                       | Martin                        | 4:58                          |
| 9.                            | Twisted Mind                                             | Atkins, Martin                | 6:29                          |
| 10.                           | The Watchmakers' Dream (nahráno na Masters of Rock 2013) | Oliver Hartmann               | 4:47                          |
| 11.                           | Another Angel Down (nahráno na Wacken Open Air 2008)     | Lande                         | 5:30                          |
| Celková délka:                | Celková délka:                                           | Celková délka:                | 58:47                         |

## Obsazení
| - Tobias Sammet – zpěv, baskytara - Sascha Paeth – kytara, baskytara - Oliver Hartmann – kytara - Michael Rodenberg – klávesy - Felix Bohnke – bicí Zpěváci - Jørn Lande - Michael Kiske - Dee Snider - Geoff Tate - Marco Hietala - Sharon den Adel - Bob Catley - Ronnie Atkins - Robert Mason - Herbie Langhans | Hudebníci - Bruce Kulick – kytara Technická podpora - Sascha Paeth – produkce - Michael Rodenberg – mix, mastering - Thomas Ewerhard – přebal alba - Alex Kuehr – fotograf |